# 鎌田英夫
鎌田 英夫（かまた ひでお、1921年（大正10年）8月4日 - 2009年（平成21年）4月23日）は、日本の官僚。会計検査院事務総長や、会計検査院長を務めた。退官後、大成建設常任顧問。

## 経歴
愛媛県出身。海軍中将・鎌田道章の長男として生まれる。1947年（昭和22年）東京大学法学部政治学科卒業。同年10月会計検査院に入り、終戦処理検査第一課、法規改善課、管理課、出資検査第二課を各勤務。その後、第一局大蔵検査課調査官を経て、1962年（昭和37年）4月第五局上席調査官、1966年（昭和41年）1月官房会計課長、1967年（昭和42年）4月第二局参事官、同年7月第四局参事官、1969年（昭和44年）7月第五局参事官を歴任。
1970年（昭和45年）2月第二局長、1971年（昭和46年）7月第五局長、同年12月事務総局次長、1975年（昭和50年）12月同総長、1978年（昭和53年）19月会計検査院検査官を経て、1982年（昭和57年）11月院長に就任。
1985年（昭和60年）退官し、大成建設常任顧問を務めた。

## 人物
趣味は読書・洋楽。宗教は臨済宗。

## 家族・親族
- 父・道章（1890年（明治23年）1月15日生）
海軍兵学校卒。海軍中将。
- 母・キヨノ（1904年（明治37年）7月18日生） 
今治高等女学校（現：愛媛県立今治北高等学校）卒[3]。秦好夫の長女[3]。
- 姉・百合子（1918年（大正7年）6月21日生） 
東京女子高等師範学校附属高等女学校専攻科（現：お茶の水女子大学附属高等学校）卒[3]。夫は興和不動産元取締役の大澤廣太郎。義弟はアナキズム研究家で平凡社元取締役の大澤正道[3]。
- 妹・みどり（1926年（大正15年）1月生） 
都立第三高等女学校（現：東京都立駒場高等学校）卒[3]。夫はオリエンタルランド元社長の森光明[3]。
- 妻・徳子（1923年（大正12年）12月7日生） 
国府台高等女学校（現：国府台女子学院小学部・中学部・高等部）卒[3]。鈴木徳五郎の次女[3]。
- 長男・英彦（1956年（昭和31年）2月13日生）
東京工業大学大学院（原子核工学）修了[3]。NTT物性科学基礎研究所主任研究員[3][4]。
- 次男・俊哉（1958年（昭和33年）8月10日生） 
東京都立青山高等学校卒[3]。ジャニーズ出版元勤務[3]。音楽プロデューサー。